# Wolga-Ural-Tataren

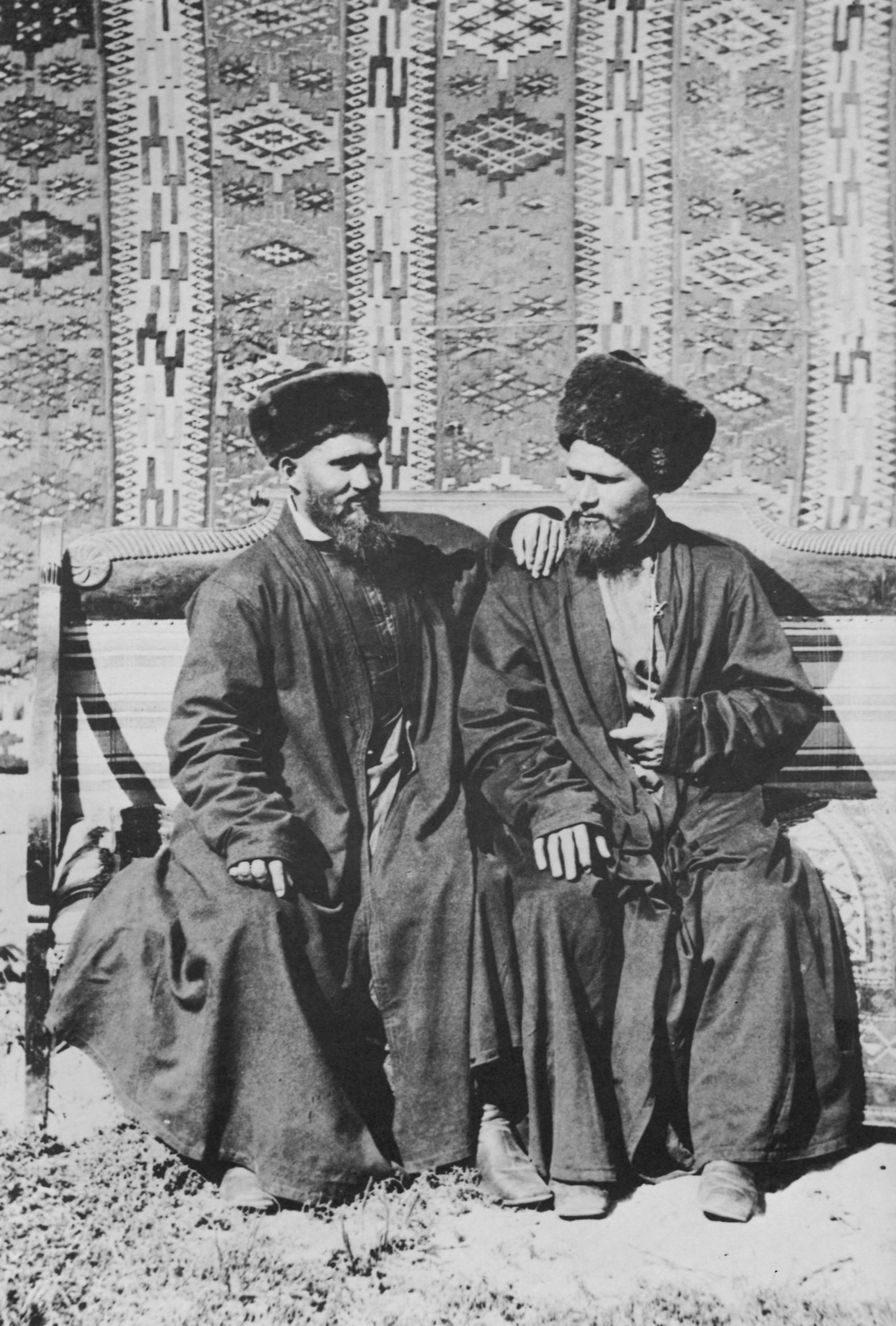
Tataren aus Kasan um 1885

Wolga-Ural-Tataren (tatarisch: Идел-Урал татарлары) ist ein Sammelname, mit dem tatarische Volksgruppen der Wolga- und der Uralregion bezeichnet werden. In Europa ist vor allem der Name Wolga-Tataren verbreitet.

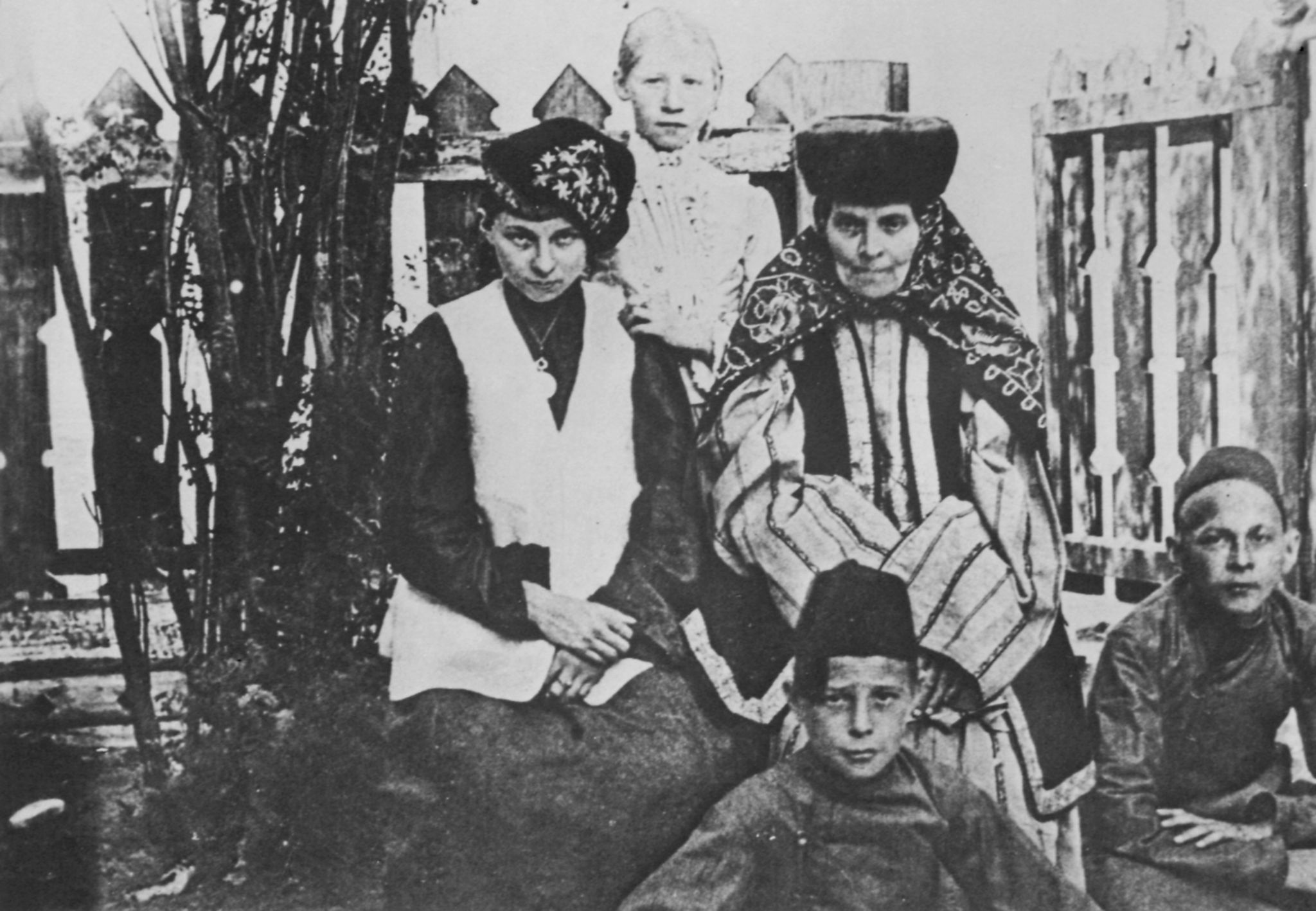
Kasaner Tataren

Im engeren Sinn fallen unter diese Bezeichnung vor allem die tatarisch-stämmigen Bewohner der russischen autonomen Republiken Baschkortostan und Tatarstan. Vor allem die letzteren werden unter dem Begriff „Wolga-Tataren“ subsumiert, so dass damit Kasan-Tataren bzw. Qazanlıq gemeint sind. In Tatarstan bilden sie die Titularnation.

Tatarische Bevölkerung in den Regionen Russlands, Volkszählung 2010

Die Wolga-Ural-Tataren sehen sich heute selbst als direkte Erben sowohl der einstigen Goldenen Horde als auch der Wolgabulgaren. Nicht zu den Wolga-Ural-Tataren gerechnet werden die ebenfalls turksprachigen Tschuwaschen und Baschkiren.

## Gliederung
Heute rechnet man folgende tatarische Bevölkerungsgruppen zu den Wolga-Ural-Tataren:
1. Kasaner Tataren bzw. Kasan-Tataren (Qazan Tatarları)
2. Kassimower Tataren bzw. Qasim-Tataren (Qasıym Tatarları)
3. Mischaren bzw. Mischär-Tataren (tat. Mişärlär; russ. Мишари), veraltet Meschtscherjäken
4. Teptjaren (tat. Tiptärlär; russ. Тептяри)
5. Nagaibaken (Nağaybäklär)

### Qasim-Tataren bzw. Kassimower Tataren
→ Hauptartikel: Kassimow
Die Kassimower Tataren gehen auf das Khanat von Kassimow (tat. Qasıym xanlığı; russ. Каси́мовское ха́нство) im heutigen Oblast Rjasan zurück.

### Teptjaren
Bei den Tatarisch sprechenden Teptjaren (Tiptärlär) handelt es sich historisch um einen mit Landbesitz verknüpften Militärstand in Baschkortostan, ähnlich der Baschkiren und Kosaken. Sie sollen über ein stark ausgeprägtes Standesbewusstsein verfügt haben, ethnisch jedoch, zumindest in der Anfangsphase, sehr heterogen gewesen sein. Ihre Einordnung als ethnische Gruppe ist daher umstritten. So setzte sich etwa das im Jahre 1798 aufgestellte 1. Tepjarische Regiment, welches an dem Napoleonischen Krieg teilnahm, aus Udmurten, Baschkiren, Tschuwaschen, Tataren, Mari und Mordwinen zusammen. Zu Ende des 19. Jahrhunderts wurden ca. 126.000 Teptjaren in den Gouvernements Orenburg und Ufa gezählt. Statistisch festgehalten wurde die Zahl der Teptjaren in Baschkortostan als eigene ethnische Gruppe das letzte Mal 1926. Ihre Zahl wurde mit nur noch 23.290 Personen angegeben.
Teilweise wurden und werden die Teptjaren auch den Baschkiren zugerechnet.

### Nagaibaken
Die Nagaibaken sind eine christlich-tatarische Volksgruppe im Oblast Tscheljabinsk um die Ortschaft Ferschampenuas.

### Sonderfall Astrachan-Tataren
Die Astrachan-Tataren (AstraxanTatarları) gehören nur noch aus historischer Sicht den Wolga-Ural-Tataren an. Diese gelten heute allgemein als eigenständige tatarische Gruppe der Wolga-Ural-Region, die mehr Gemeinsamkeiten mit den Nogaiern als mit den übrigen Tataren aufweist. Doch verschiedentlich werden die Astrachan-Tataren noch zu den Wolga-Ural-Tataren gerechnet und als deren 6. Untergruppe aufgeführt.
Die Astrachan-Tataren waren zusammen mit den Wolga- und den Krimtataren die Erben der Goldenen Horde, da ihr Khanat eines der vier Nachfolgereiche des ehemaligen mongolischen Teilreiches bildete.

## Kultur und Bräuche

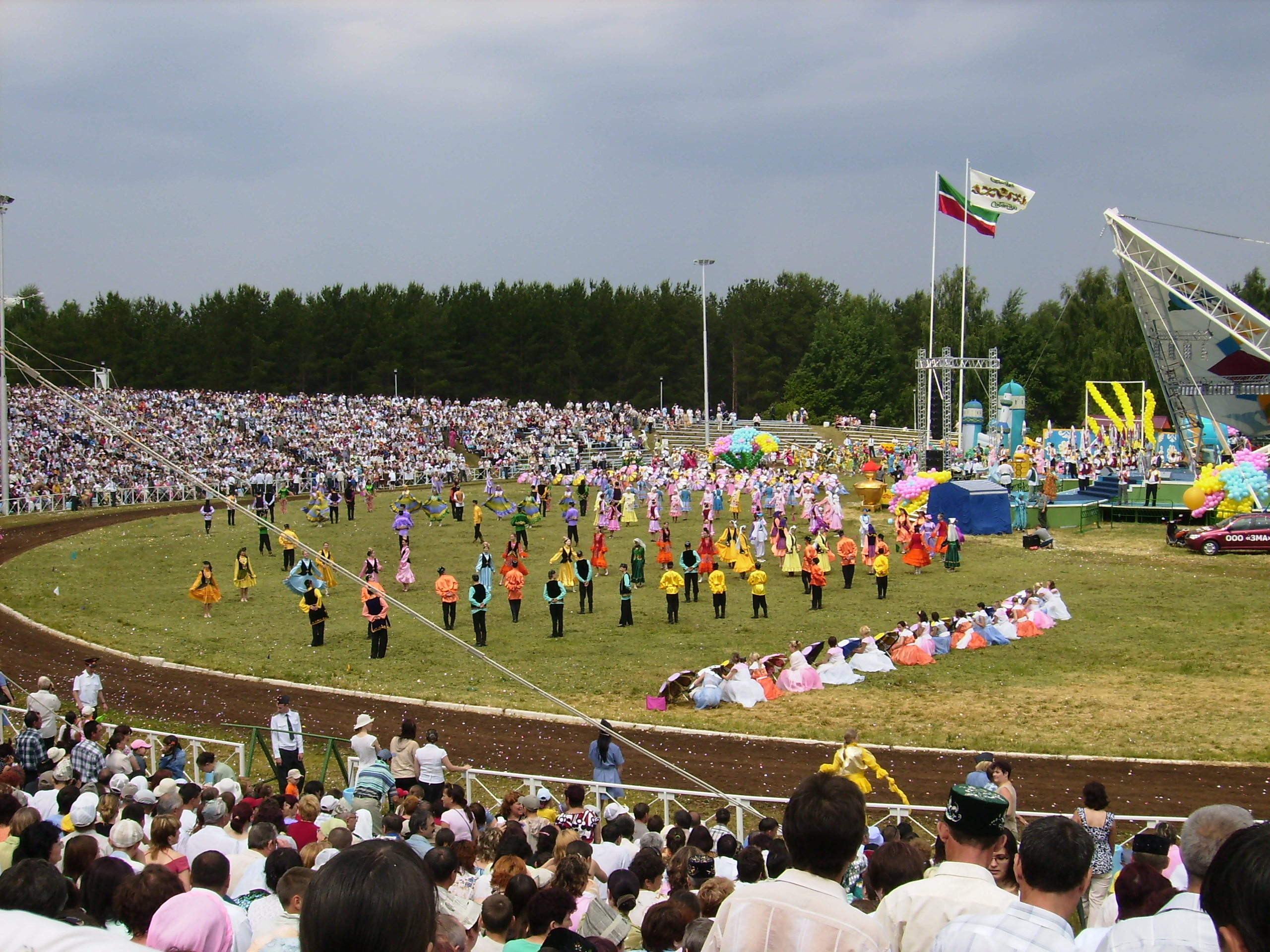
Traditionelles Volksfest Sabantuj in Tatarstan

### Feste
Sabantui ist ein Sommerfest, welches auch bei den Baschkiren und Tschuwaschen gefeiert wird. Ursprünglich wurde das Fest von Bauern vor dem Aussäen gefeiert, heutzutage ist es ein Nationalfeiertag und wird auch in Städten gefeiert. Während des Sabantui werden örtliche Trachten getragen. Hauptbestandteile der Festlichkeiten sind das tatarische Ringen Kurash, Pferderennen, Säulenklettern und weitere Kraft- und Geschicklichkeitswettkämpfe.

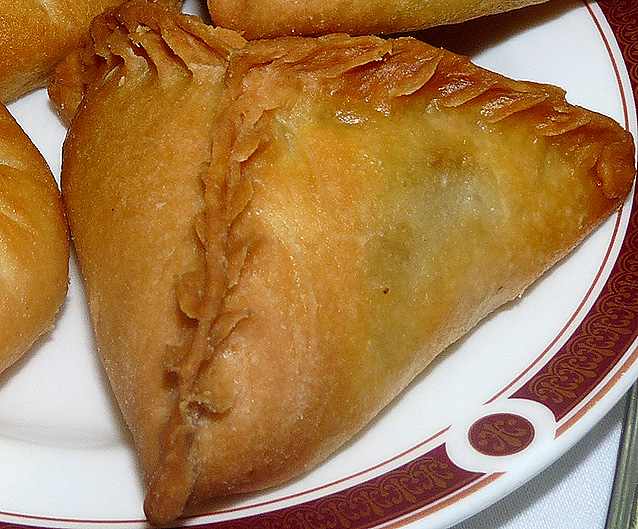
Etschpotschmak

### Speisen
Vor allem verschiedene Teigtaschenspezialitäten gehören zur traditionellen Küche der Wolga-Ural-Tataren, wie Etschpotschmak und Kystybyj. Zu den traditionellen Getränken gehört wie bei den benachbarten Völkern der Kumys, ein leicht alkoholhaltiges Getränk aus vergorener Stutenmilch.
In ganz Russland ist die Süßspeise der Wolga-Ural-Tataren Tschak-Tschak bekannt. Tschak-Tschak wird aus einem weichen Teig aus Weizenmehl und rohen Eiern hergestellt, die zu kurzen, dünnen Stäbchen geformt werden. Diese werden frittiert und danach mit einer heißen Masse auf der Basis von Honig begossen. Serviert wird Tschak-Tschak als Dessert zusammen mit Kaffee oder Tee oder allgemein als Tee-Beilage.
Eine weitere traditionelle Speise ist die, auch bei den Baschkiren verbreitete, Gubadija (baschk. ғөбәҙиә, tat. гөбəдия). Es handelt sich dabei um einen geschlossenen runden mehrschichtigen Kuchen der mit Reis und Rosinen gefüllt ist. Die traditionelle Variante ist süß und wird mit Tee serviert, es gibt jedoch verschiedene Variationen des Rezepts, einschließlich mit Fleisch. Der Gubadija wird zu festlichen Anlässen serviert und ist Teil des Hochzeitsessen. Er nimmt eine ähnliche rituelle Funktion wie das Hochzeitsbrot, Karawai, bei slawischen Völkern ein.

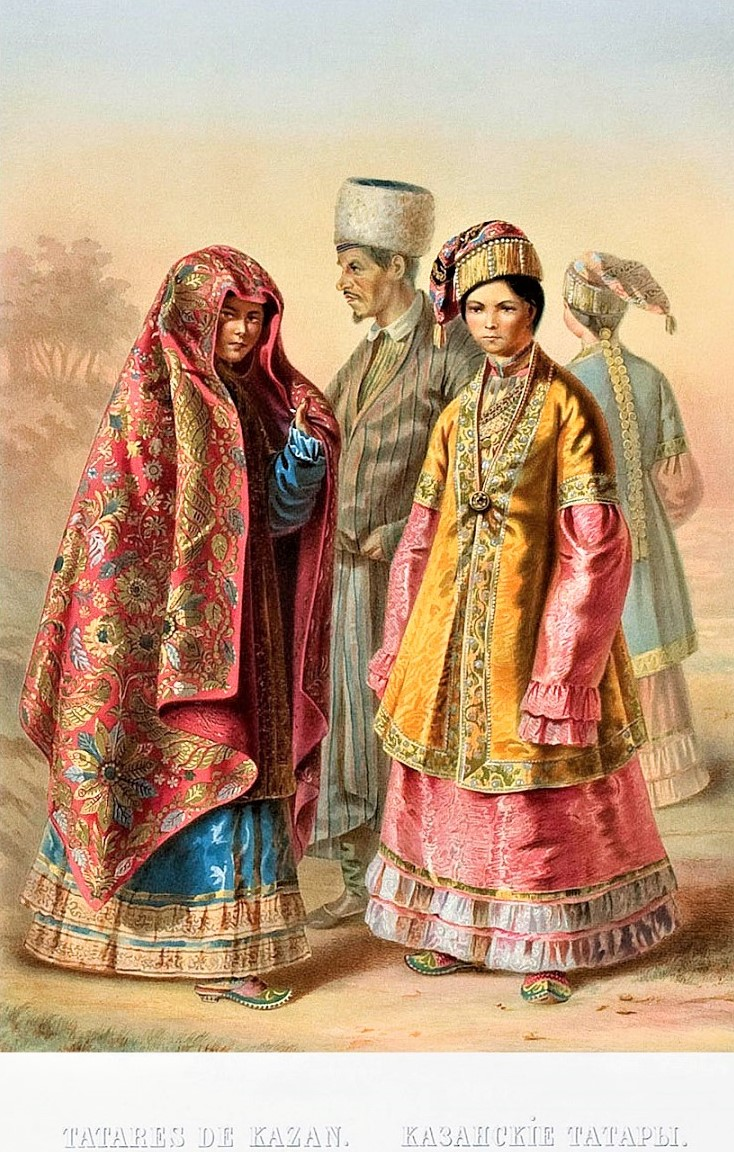
Traditionelle Tracht der Kasaner Tataren

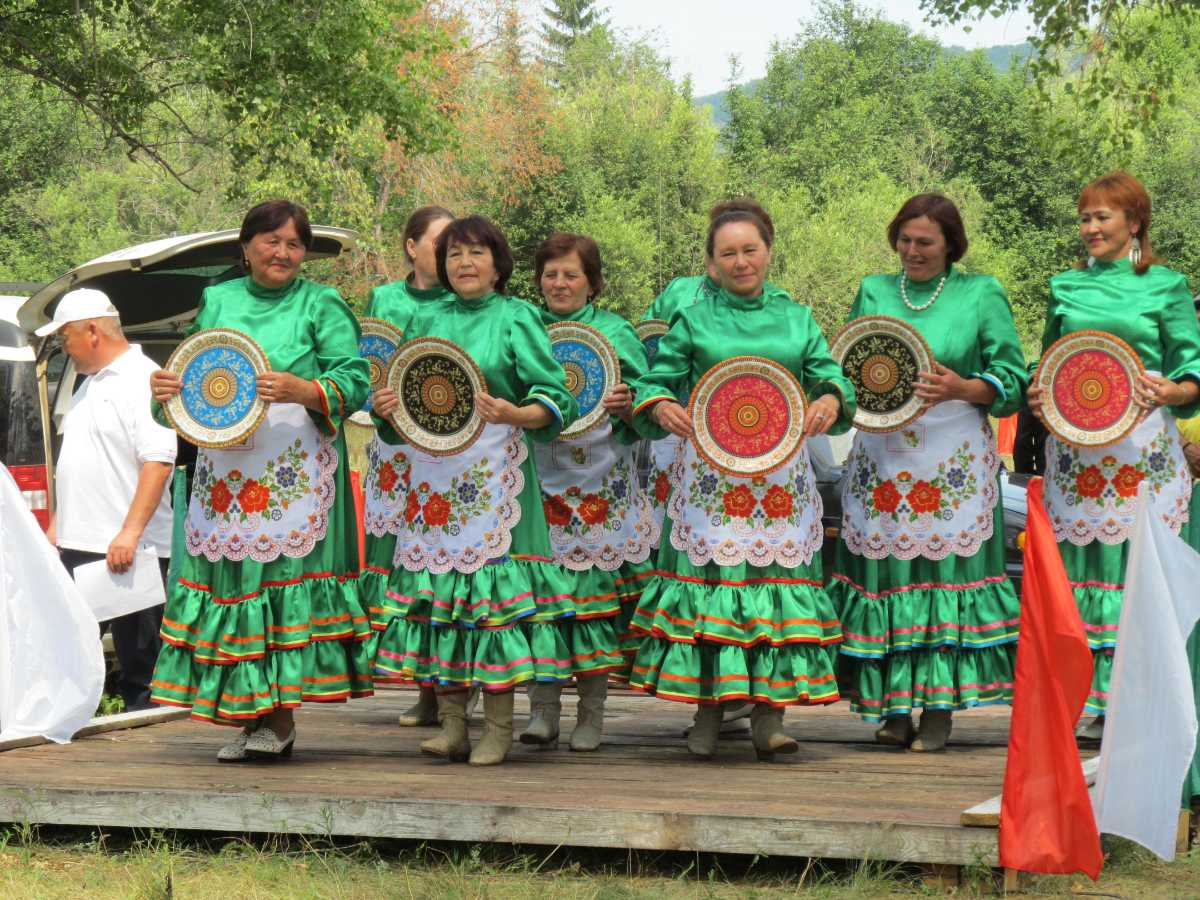
Tataren in traditioneller Tracht

### Kleidung
Der Kleidungskomplex der Wolga-Tataren, der Ende des 19. Jahrhunderts entstand, hatte einen bedeutenden Einfluss auf die Bildung des einheitlichen modernen Typs der Nationaltracht. Auch orientalische Traditionen und der Islam hatten einen starken Einfluss auf die Tracht der Tataren.
Heutzutage wird diese Nationaltracht hauptsächlich als folklorische Requisite verwendet. Die Basis des Kostüms besteht aus dem Kulmek (Hemdkleid) und Hose sowie Beschmets, Tschekmen und Kosak (alles Arten des Kaftan). Als Oberbekleidung wurde oft ein Chalat getragen. Es gab auch einen Tschoba, eine leichte, ungefütterte Oberbekleidung. Sie wurde in der Regel aus Leinen- oder Hanfstoffen genäht, die knapp unterhalb der Knie endeten.
Bei den Mädchen und Frauen waren Westen verbreitet.
Bei den Kopfbedeckungen der Männer besaß die Tjubeteika (russ. тюбете́йка, тат. түбәтәй) einen besonderen Platz. Bei den Tataren der Wolga-Ural Region ist die Tjubetejka klassisch rund und die Oberseite flach. Die Tjubetjeka ist die traditionelle Kopfbedeckung der Turkvölker Eurasiens. Sie wird in verschiedenen Variationen von Kasachen, Usbeken, Uiguren, Turkmenen aber auch bei den indoeuropäischen Tadschiken und Pamirern getragen. Der Kalfak (tat. калфак) war die wichtigste Kopfbedeckung der Frauen. Es handelt sich dabei um eine Art Schlapphut. Beim Verlassen des Hauses in der kalten Jahreszeit setzen sich die Männer über die Tjubetjeika und die Frauen über das Kopftuch einen halbkugelförmigen Pelz oder eine Steppmütze mit Fellspitze auf.
Ein Teil der nationalen Intelligenz im späten 19. bis frühen 20. Jahrhundert begann, der damaligen Mode der Nachahmung türkischer Traditionen folgend, den Fes zu tragen. Unter muslimischen Geistlichen war das Tragen von Turbanen auch unter Tataren üblich.
Von der traditionellen Kleidung hat sich nur vereinzelt die Tjubeteika und das Binden des Kopftuches nach tatarischer Art («по-татарски») gehalten. Vor allem bei der älteren ländlichen Bevölkerung sind diese Kleidungsstücke anzutreffen.

## Dialekte
Die tatarische Sprache der Wolga-Ural-Tataren gliedert sich in drei Dialekte. Den Westdialekt, den die Subethnie der Mischär-Tataren spricht, den mittleren Dialekt der Kasan-Tataren und den Dialekt der Qasim-Tataren.

## Geografische Verteilung in Russland

### Wolga-Ural-Tataren in Tatarstan
Die für die Republik Tatarstan namensgebende Titularnation der Wolga-Ural-Tataren stellt mit 53 Prozent die Mehrheitsbevölkerung. Es lebten bei der letzten Volkszählung 2010 2.012.571 Tataren in Tatarstan.

### Wolga-Ural-Tataren in Baschkortostan
In Baschkortostan bilden die Tataren nach den Russen und Baschkiren die drittgrößte Volksgruppe. Im Jahr 2010 zählte die Bevölkerung Baschkiriens 1.009.295 Tataren. Sie bilden damit 25 Prozent der Bevölkerung. Die Mehrheit der Tataren Baschkiriens geht auf die Subethnien der Teptjaren und Mischaren zurück.

## Tatarische Minderheiten außerhalb Russlands
Tatarische Volksgruppen, die sich unmittelbar von den Wolga-Ural-Tataren ableiten lassen, leben auch in  den ost- und nordeuropäischen Ländern Polen, Ukraine, Belarus, Finnland und Schweden. Aber auch in Kasachstan, Usbekistan und unter den Tataren Chinas lassen sich Nachfahren der Wolga-Ural-Tataren nachweisen.